# Gung Ye
Gung Ye (869 circa – 24 luglio 918) è stato un sovrano coreano.
Fu il re del breve Taebong (901–918) nella penisola coreana. Sebbene fosse membro della famiglia reale del Regno di Silla, divenne vittima di una lotta di potere fra i membri della famiglia reale durante il tardo IX secolo. Divenne un leader ribelle contro il governo Silla, divenuto impopolare, che quasi abbandonò gli affari dei loro soggetti a favore della lotta al potere tra i membri della famiglia reale.

## Biografia

### Nascita
Non si conosce precisamente la data di nascita di Gung Ye, ma stando ai registri ufficiali era figlio del Re Gyeongmun; si dice che sua madre fosse una signora della corte.
Secondo la leggenda, Gung Ye nacque nella festività tradizionale di Dano. L'oracolo profetizzò che un bambino nato nel giorno di Dano avrebbe portato una catastrofe alla nazione, e gli ufficiali di corte e la famiglia reale chiesero al re di sbarazzarsi del bambino; così, egli ordinò ai suoi servi di ucciderlo. Quando tuttavia le truppe giunsero nella residenza della madre di Gung Ye, ella gettò il bambino dal secondo piano dell'abitazione, verso i cespugli dove si nascondeva una sua serva che l'avrebbe preso. Sebbene l'idea riuscì, la nutrice ferì accidentalmente all'occhio sinistro il bambino, e per il resto della sua vita avrebbe vissuto con un occhio solo. La nutrice allevò di nascosto Gung Ye, e alla sua morte, questi divenne un monaco nel tempio buddhista di Sedalsa (세달사).

### Rivolta
A quei tempi, il monarca di Silla era la regina Jinseong (sorellastra di Gung Ye), terzo e ultimo capo di stato donna nella Storia della Corea (le altre due furono la regina Seondeok di Silla e Jindeok di Silla). Jinseong era una sovrana impotente, soprattutto contro il governo corrotto dall'intervento della famiglia reale e dalla corruzione rampante tra i membri stessi della corte reale. Il governo, corrotto, sfruttava di continuo i contadini, e dopo un anno di carestie, le tasse elevate nell'889 portarono a una lunga serie di rivolte e ribellioni. Gli aristocratici locali, chiamati hojok (hangul: 호족, hanja: 豪族), emersero come sovrano de facto di molte provincie, con l'attenzione del governo concentrata sulla soppressione delle ribellioni e delle lotte intestine per il potere. Tra i capi dei ribelli e degli aristocratici locali, quelli che ebbero più successo e conseguirono il maggior potere erano Gi Hwon e Yang Gil.
Gung Ye si unì alle truppe di Gi Hwon nel 891, ma a seguito di una sfiducia del suo signore, cambiò schieramento. Gung Ye si unì alla ribellione di Yang Gil nel 892, e divenne capo generale delle forze ribelli sconfiggendo le forze locali di Silla e altri gruppi ribelli. Molti aristocratici locali di Myeongju e Paeseo, tra cui Wang Gun, si misero ai suoi servigi, rendendolo ancora più potente del suo maestro Yang Gil. Silla, dopo quasi un millennio come regno centralizzato, era ora in rapido declino, e Gung Ye istigò la propria ribellione nell'odierna Kaesŏng nel 898. Dopo essersi rivoltato contro il suo maestro Yang Gil, egli sconfisse e soggiogò lui e altri signori locali nella Corea centrale per poi proclamarsi re di Hugoguryeo nel 901. Con il regno suo rivale Hubaekje di Gyeon Hwon che controllava il sud-ovest della penisola, Gung Ye aprì la strada al periodo dei Tre regni posteriori della Corea, riferimento del cosiddetto Periodo dei Tre Regni della Corea, molti secoli dopo.

### Caduta
Gung Ye cambiò il nome del paese in Majin nel 904, e spostò la capitale a Cheorwon nell'anno seguente. Essendo Cheorwon una fortezza posta in un'area montagnosa, egli spostò un certo numero di abitanti dalla popolosa Cheongju ed espanse il suo dominio nella regione di Chungcheong, controllando così quasi due terzi della terra un tempo controllate dai Silla. Nello stesso anno, Gung Ye conquistò Pyeongyang e dichiarò la distruzione totale dello Stato di Silla.
Nel tentativo di trovare un modo migliore per unire i suoi cittadini, egli cercò una teologia che meglio li univa, e pertanto, intorno al 905, si rivolse alla religione. Decidendo che ciò che doveva unire il popolo sotto il suo potere era la fede religiosa, Gung Ye, usando la sua precedente occupazione come monaco buddhista, si auto-proclamò Maitreya Buddha, che venne al mondo per guidare il popolo sofferente contro la tirannia. Cambiò il nome del suo regno in Taebong nel 911.
Nei suoi ultimi anni, sembra che Gung Ye cominciasse a soffrire di paranoia: accusò arbitrariamente molti del suo seguito di tradimento, e condannò a morte chiunque gli si opponesse, inclusi una delle sue mogli, Shincheon Kang, e due suoi figli. Come risultato, nel 918, quattro dei suoi maggiori generali (Hong Yu (hangŭl: 홍유, hanja: 洪儒), Bae Hyeongyeong (hangul: 배현경, hanja: 裵玄慶), Sin Sung-gyeom e Bok Jigyeom (hangul: 복지겸, hanja: 卜智謙)) detronizzarono Taebong e posero sul trono Wang Geon, uno dei seguaci di Gung Ye e suo precedente Primo ministro. Si dice che Gung Ye fuggì dal palazzo, ma fu in seguito ucciso da un soldato o da alcuni contadini che lo scambiarono per un ladro.
Ben presto, la dinastia Goryeo venne proclamata, e Wang Geon passò dallo sconfiggere i regni rivali di Silla e Hubaekje al riunire i Tre regni nel 936.

## Teoria alternativa delle sue origini
Alcuni storici presentano una teoria che dichiara che Gung Ye fosse, invero, un diretto discendente di Go Anseung, sovrano di Goguryeo-Guk, che fu uno stato fallito post-Goguryeo. I registri Silla riportano che Go Anseung ricevette il cognome della famiglia reale Silla, "Kim." Pertanto, la comunemente nota origine di Gung Ye come principe Silla era parzialmente corretta, ma non lo era forse il fatto che Gung Ye fosse figlio di un Re Silla.

## Eredità
Sebbene Gung Ye non riuscì a mantenere la sua sovranità e raggiungere la riunificazione della penisola coreana sotto il suo governo (cosa che invece riuscì a Wang Kon), molti studenti di oggi provano a scoprire il vero carattere di Gung Ye. I registri storici riguardo a Gung Ye sono negativi, dato che molti storici, durante la Dinastia di Goryeo, provarono a giustificare il colpo di Stato di Wang Geon che spodestò Gung Ye, in modo da legittimare la dinastia. Tuttavia, persino dopo la fondazione di Goryeo, molti popoli rifiutarono la sovranità di Wang Geon e si ribellarono contro la neo-fondata dinastia; alcuni si rivolsero volontariamente al Regno Hubaekje di Gyeon Hwon. Si pensa che molti popoli, anche dopo il colpo di Stato di Wang Geon, favorissero il governo di Gung Ye e che quest'ultimo non fosse un despota totale come descritto nella storia. Alcuni studenti spiegano l'auto-proclamazione di Gung Ye come Buddha come tentativo di rafforzare il suo potere, non avendo egli influenza sufficiente sui potenti signori e mercanti locali in qualità di membro della famiglia reale Silla, e usò dunque il potere della religione per mantenere il suo governo, cosa che però risultò essere poco efficace.

## Nella cultura di massa
- Gung Ye è stato interpretato dagli attori Kim Yeong-cheol e Maeng Se-chang nella serie TV Taejo Wang Geon (2000-2002) della KBS1.